# Шели Винтерс
Шели Винтерс (енгл. Shelley Winters; Сент Луис, 18. август 1920 — Беверли Хилс, 14. јануар 2006) је била америчка глумица.